# Nagymaros
Nagymaros (tyska: Grossmarosch/Freistadt, slovakiska: Veľká Maruša) är en stad i provinsen Pest i Ungern. Staden hade 4 905 invånare (2019).